# Nieuwe Kerk ('s-Hertogenbosch)

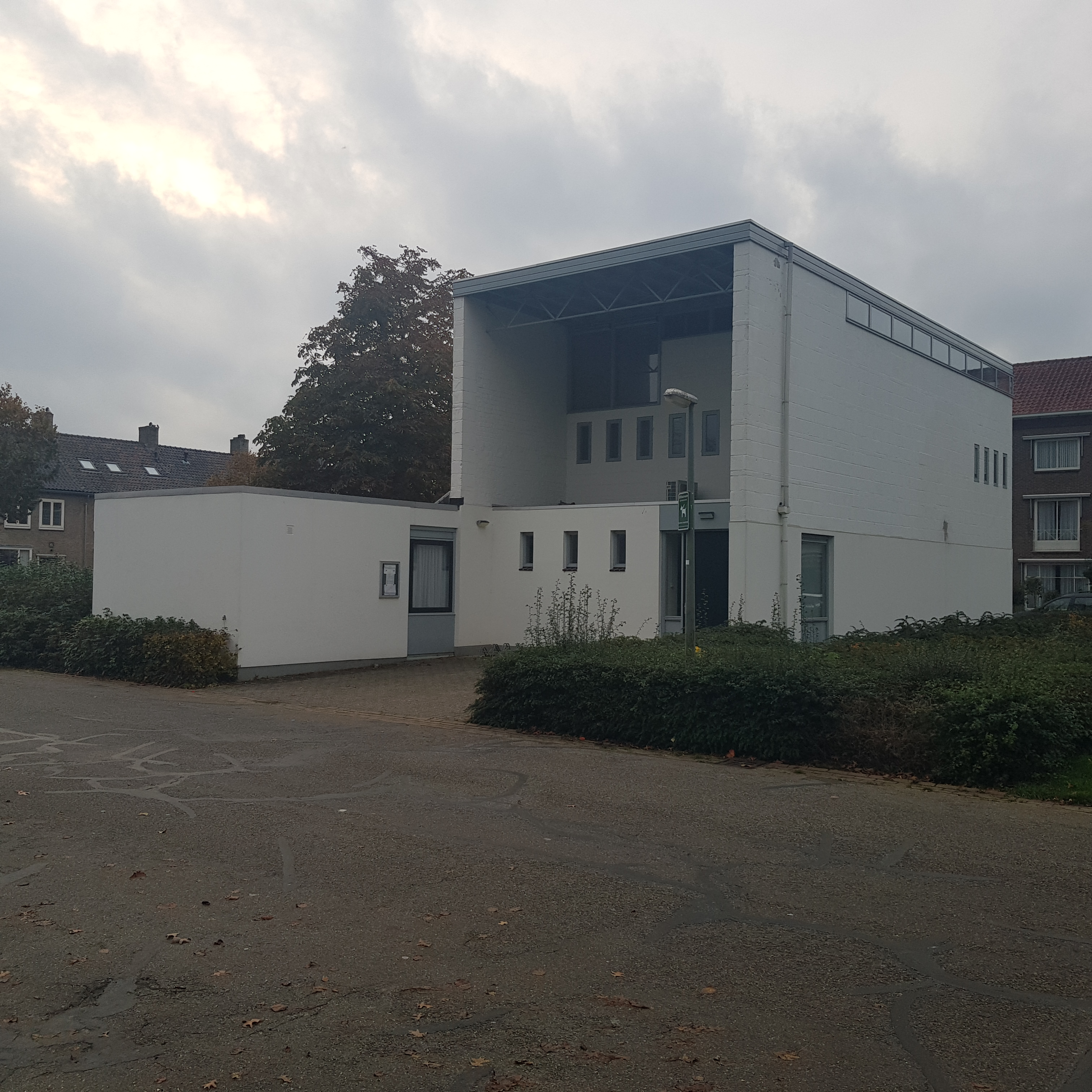

De Nieuwe Kerk of Toevluchtkerk is een kerkgebouw in de Noord-Brabantse stad 's-Hertogenbosch, gelegen aan de Zuiderparkweg 46. Sinds 1971 is de kerk in bezit van de
Christelijke gereformeerde gemeente van 's-Hertogenbosch en is beter bekend onder de naam Toevluchtkerk.
De kerk werd gebouwd in 1958 voor de Waalse gemeente naar ontwerp van Herman Knijtijzer en verving de Waalse Kerk uit 1847 in de Verwerstraat. De Waalse gemeente verliet de kerk al begin jaren '70 van de 20e eeuw.
Het gebouw is sober  functionalistisch. Het budget voor de bouw was dan ook uiterst beperkt. De kerk, opgebouwd uit betonblokken, bestaat uit een hoog gedeelte waarin zich de kerkruimte bevindt en een laag gedeelte dat de consistoriekamer omvat.
Het interieur heeft een bescheiden oppervlakte maar is hoog en heeft een hoge lichtinval.